# Schloss Ribbeck

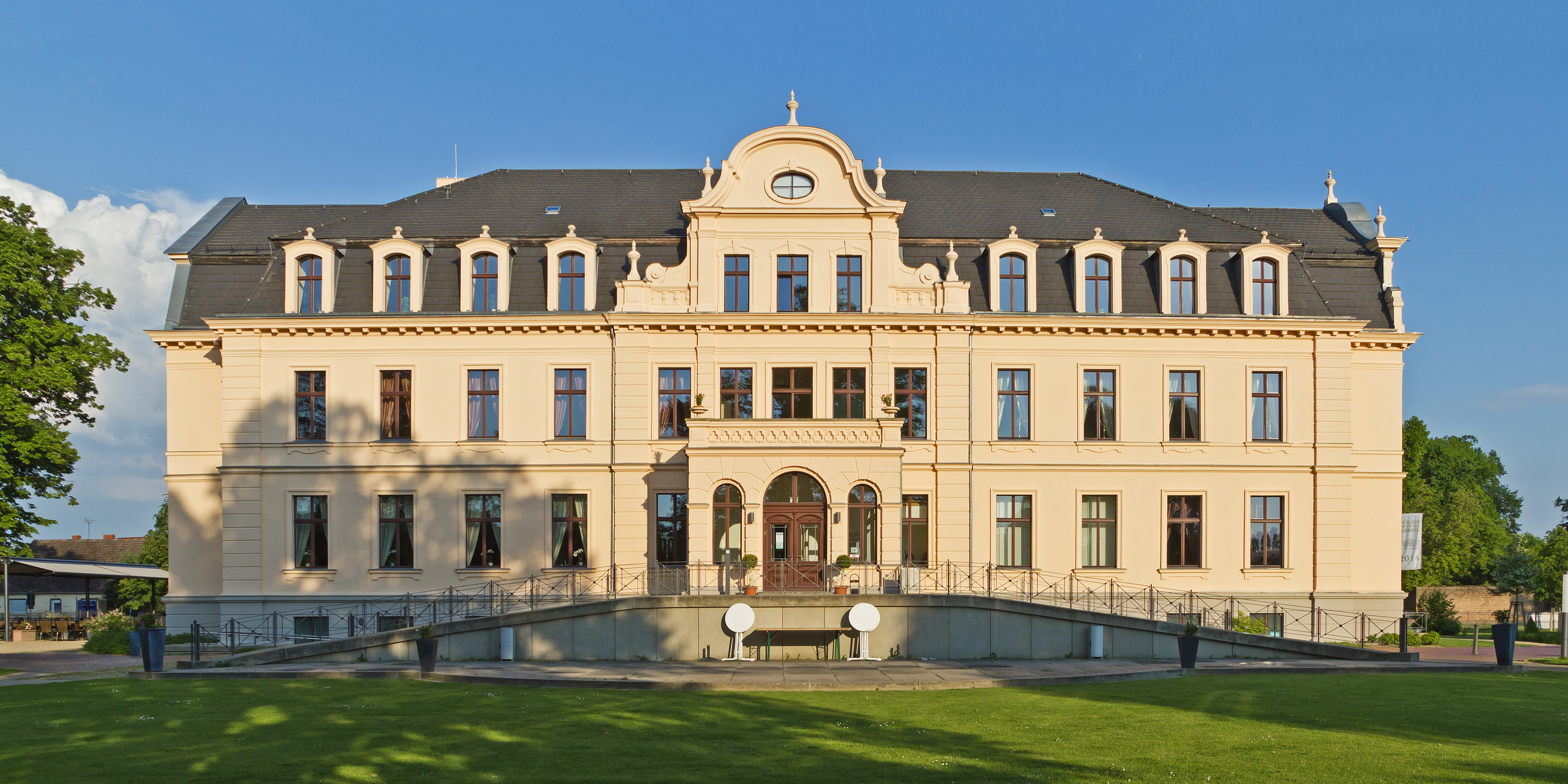
Das heutige Schloss Ribbeck

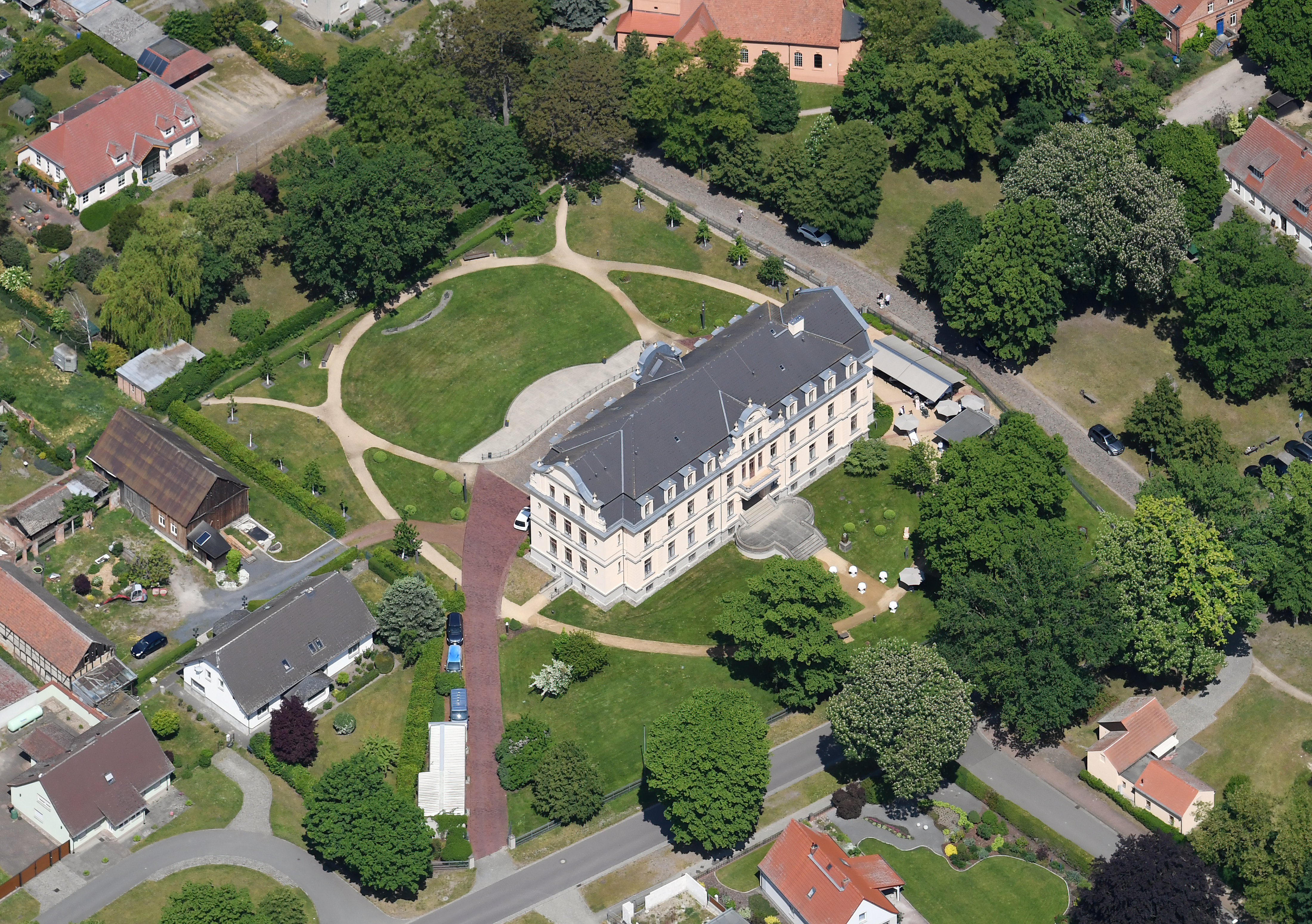
Schloss Ribbeck mit Schlossgarten von Süden aus der Luft gesehen

Schloss Ribbeck oder auch Herrenhaus Ribbeck ist ein 1893 von Hans Georg Hennig von Ribbeck in neubarocken Formen errichteter zweigeschossiger Putzbau im Nauener Ortsteil Ribbeck im Landkreis Havelland in Brandenburg.

## Geschichte

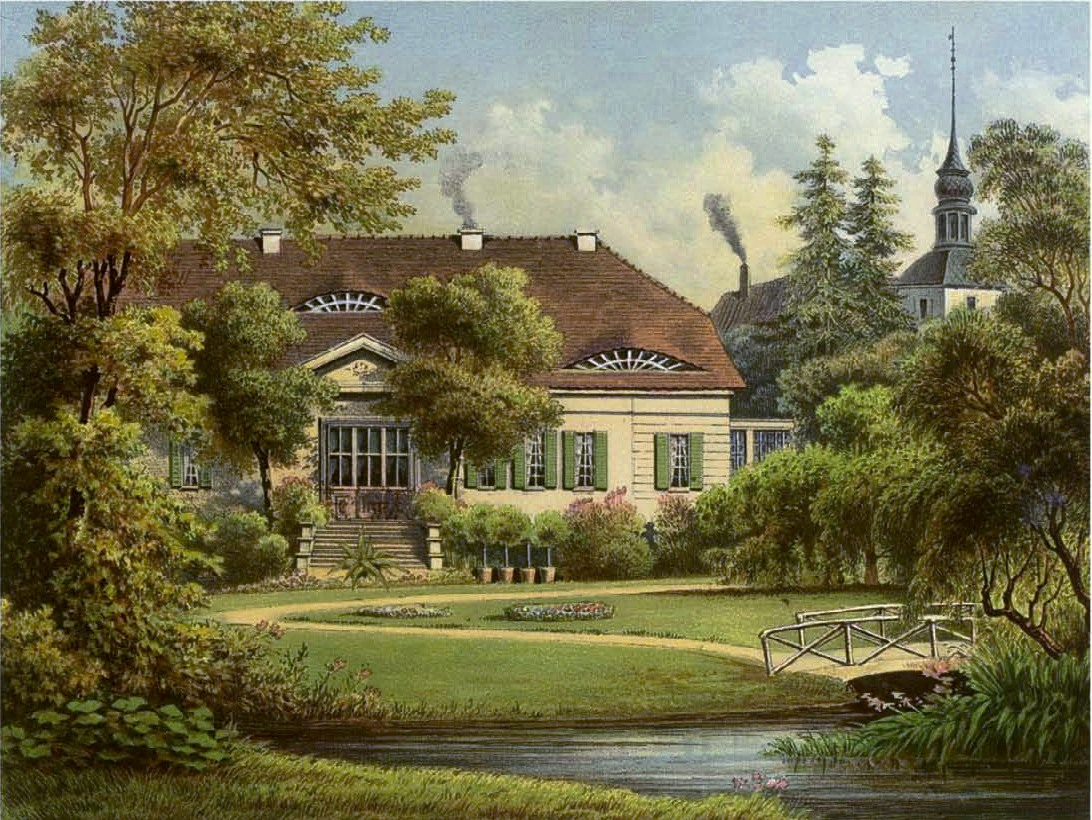
Das alte Schloss Ribbeck, um 1871/73 nach Alexander Dunker

Der Vorgängerbau des heutigen Schlosses, als Herrensitz der Familie von Ribbeck, wurde ca. 1822–1826 als eingeschossiges Landhaus mit biberschwanzgedecktem Krüppelwalmdach und Fledermausgauben als Ersatz für ein früheres Anwesen an gleicher Stelle errichtet. Dieses Landhaus mit 11 Achsen Breite, einem dreiachsigen Mittelrisaliten mit Dreiecksgiebel und quadergeputzten Eckrisaliten war der Bau, den Theodor Fontane kannte und in seinem Gedicht Herr von Ribbeck auf Ribbeck im Havelland als „Doppeldachhaus“ erwähnt. An diesen Bau erinnert noch heute die römische Jahreszahl MDCCCXXII (1822) im Südgiebel des heutigen Schlosses.
Das heutige Schloss ließ Hans Georg Henning von Ribbeck (19. September 1836 bis 26. August 1896) in der Zeit von 1893 bis 1895 errichten. Ob es sich um einen Erweiterungsbau oder einen Neubau auf Grund eines Brandes handelt, kann nicht mehr umfassend geklärt werden.
Während des Zweiten Weltkriegs wurde das Schloss ab Ende 1943 durch eine Luftwaffeneinheit genutzt; die Familie musste in das Inspektorenhaus umziehen. Nach Kriegsende wurden die Ländereien der Familie 1945 im Zuge der Bodenreform enteignet; da der letzte Gutsherr Hans Georg Karl Anton von Ribbeck im Februar 1945 als Opfer nationalsozialistischer Verfolgung im KZ Sachsenhausen umgekommen war, galt die Familie zunächst als Opfer des Faschismus und durfte eine Neusiedlerstelle mit 25 ha Land bewirtschaften und weiterhin im Schloss wohnen, das den Krieg weitgehend unbeschädigt überstanden hatte. Am 11. November 1947 wurde sie jedoch durch SMAD-Befehl komplett enteignet und musste Ribbeck verlassen.
Das Schloss ging in den Besitz des Kreises Nauen über. Es wurde von 1954 bis 1956 umgebaut und diente von 1956 bis 2004 als Alten- und Pflegeheim. Im Zuge der Umbauten wurde die Fassade stark vereinfacht, die geschwungenen Giebel wurden begradigt und die Familienwappen entfernt. Im Treppenhaus wurde ein Wandrelief angebracht, das den „Herrn von Ribbeck“ im sozialistischen Sinne als feisten Junker zeigt, der die Landkinder darben lässt. Zuletzt wurde 1986 ein Fahrstuhl angebaut.
Nach der Wende stellte die Familie von Ribbeck Rückübereignungsansprüche; 1999 einigte man sich in einem Vergleich vor dem Potsdamer Verwaltungsgericht. Das Schloss Ribbeck ist heute Eigentum des Landkreises Havelland und wurde über mehrere Jahre bis Juli 2009 umfassend denkmalgerecht saniert. Dabei wurde der Aufzugschacht entfernt und die Fassade in ihre ursprüngliche Form zurückgeführt. Die Kosten für die Sanierung betrugen ca. 5,6 Millionen Euro.
Die Familie von Ribbeck bewohnt heute zwei Häuser im Dorf. Zu einem davon schreibt die Familie: »Das heutige Wohnhaus direkt gegenüber dem Schloss ist dem Doppeldachhaus nachempfunden. Das „Doppeldach“ oder Krüppelwalmdach mit der Anordnung der Gauben und Fenster erinnern an das Schloss, wie es zu Fontanes Lebzeiten existierte.«

### Rittergut
Das Rittergut Ribbeck entstand aus einem alten Lehen. Der Rittersitz war in frühen Zeiten teilweise aufgeteilt in mehreren Gütern, einst sogar aufgesplittet in fünf Rittersitze. Bereits vereinigt von 1513 bis 1623, war Ribbeck dann größtenteils in einer Hand. Dies hing auch mit der genealogischen Entwicklung der Besitzerfamilie zusammen. Aus dem 19. Jahrhundert liegen fundiertere Daten zur Größe vor. Aus dem im Jahre 1879 erstmals amtlich dokumentierten Generaladressbuch der Brandenburger Rittergutsbesitzer wird die Familie von Ribbeck als Eigentümer des kreistagsfähigen Rittergutes dargestellt. Zum Besitz gehörte damals eine Brennerei. Das Gut hatte einen Gesamtumfang von genau 1973 ha Land, davon immerhin 997 ha Wald. Bis zu den Kommunalreformen der Weimarer Republik blieb das Rittergut Ribbeck ein eigenständiger juristischer Ort und fusionierte dann mit der Gemarkung des Dorfes Ribbeck. An den privaten und öffentlichen Besitzverhältnissen änderte sich dadurch bis zur Bodenreform wenig. Die Ribbecks agierten auf einer stabilen wirtschaftlichen Lage und konnten lange die Besitzungen auf dem Vorniveau halten. Vor der großen Wirtschaftskrise 1929/1930 gehörten zum Rittergut Ribbeck immer noch 1643 ha. Teil dessen waren die Vorwerke Ribbeck’s Meierei, Marienhof, Uhlenburg und kleinere Grundstücke im Ort. Die Verwaltung führten Inspektor Kölkebeck und Förster Bensch.

## Gegenwart

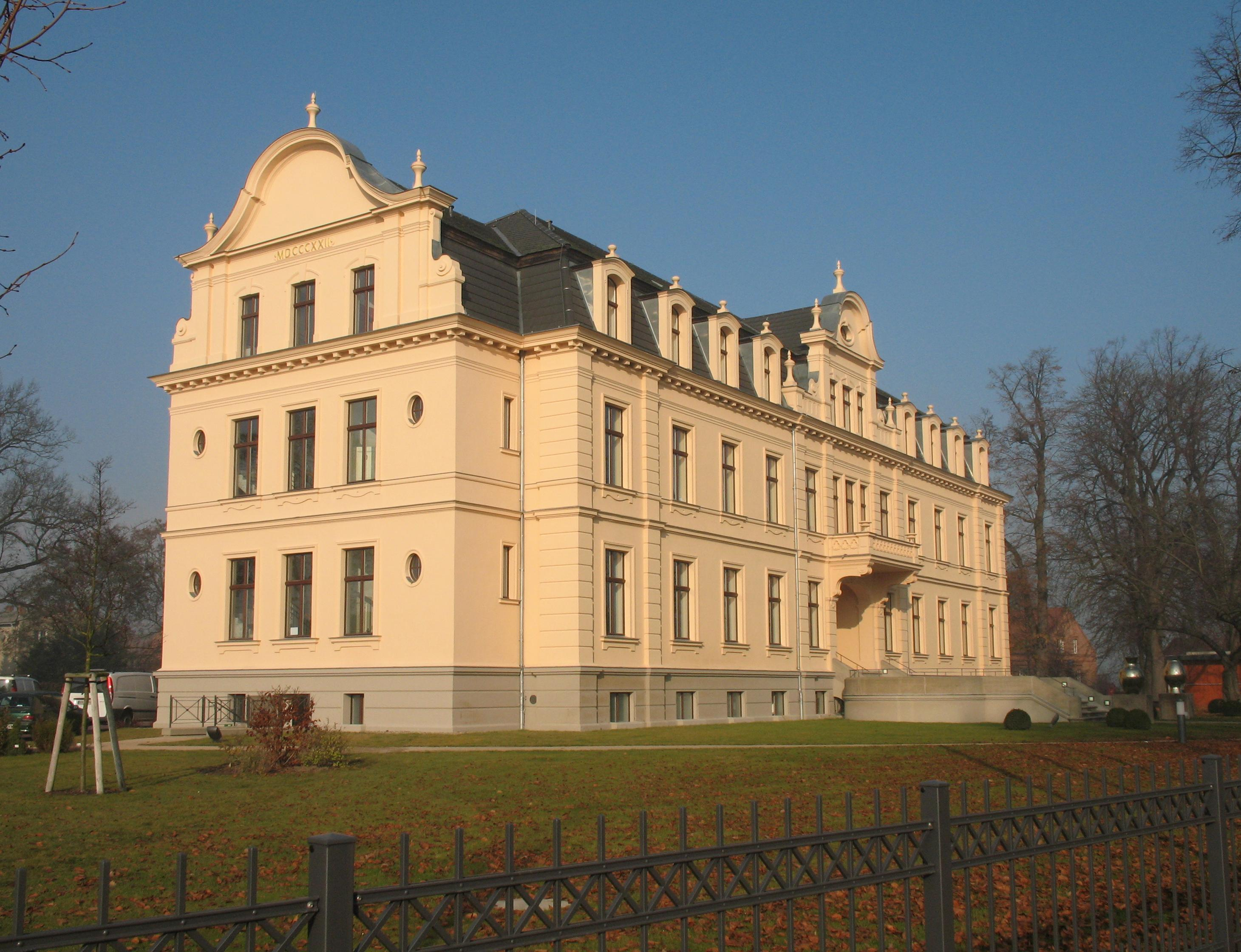
Schloss (2011)

Der Landkreis Havelland als Eigentümer des Schlosses betreibt dieses als kreiseigene Kapitalgesellschaft (Schloss Ribbeck GmbH). Es wurde am 4. Juli 2009 nach jahrelanger Restaurierung als kulturtouristisches Zentrum mit einem Konzert und einem Feuerwerk wiedereröffnet. Es steht als Museum zum Werk und Leben Theodor Fontanes und für Wechselausstellungen ebenso zur Verfügung wie auch als Standesamt, Restaurant und Parkcafé.

## Baulichkeiten

### Architektur des Schlosses
Das 1893 in neubarocker Form errichtete Schloss Ribbeck ist ein zweigeschossiger Putzbau über hohem Sockelgeschoss mit ausgebautem Mansarddach und Schiefereindeckung. Kräftige Gesimsbänder zwischen den Geschossen gliedern das in der Breite dreizehn- und in der Tiefe fünfachsige Gebäude. Putzgequaderte Ecklisenen treten an den Gebäudeecken hervor. Den Mittelrisalit auf der Westseite des Schlosses bilden sechs gequaderte Putzlisenen unterschiedlichster Breite. Aus dem Mittelrisalit tritt ein dreiachsiger Altan mit rundbogigen Fenstern und Eingangsportal heraus. Dorthin führt eine ziegelgepflasterte Kutschauffahrt, die mit Metallgeländer versehen ist.
»Ein geschweifter Dreiecksgiebel von drei Achsen Fensterbreite mit ovalem Fenster, zu den Seiten in spiralförmigen Zierelementen auslaufend und mit Vasen bestanden, krönte diesen Haupteingang.«
Im Keller findet man die Spuren der unterschiedlichsten Bauphasen. Dort gibt es neben einem Tonnengewölbe aus dem 17. Jahrhundert eine Preußische Kappendecke von 1893 bis zu einer Flachdecke von 1954.

### Familienfriedhof derer von Ribbeck

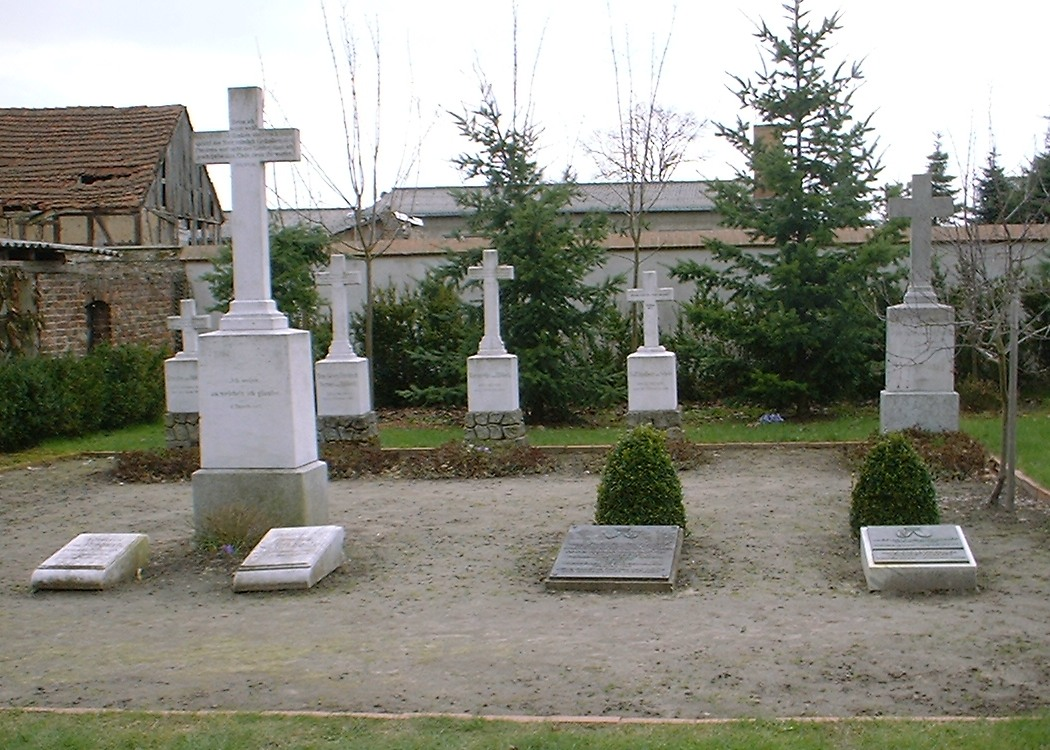
Familienfriedhof der Familie von Ribbeck

Direkt am Schloss befindet sich der aus Anlass des Todes (Diphtherie) von drei Kindern 1893 eingerichtete Familienfriedhof der Familie von Ribbeck mit Grabsteinen für:
- Ernestine von Ribbeck (* 11. Dezember 1888; † 22. Januar 1893)
- Hans Georg Friedrich Werner von Ribbeck (* 7. Mai 1882; † 1. Februar 1893)
- Margarethe von Ribbeck (* 1. Mai 1887; † 1. Februar 1893)
- Wolf Freiherr von Schele (* 15. Mai 1895; † 30. November 1910)
- Joachim von Ribbeck (* 28. April 1892; † 22. Oktober 1936)
- Adelheid von Ribbeck (geb. von Krosigk; * 20. Januar 1859; † 28. März 1927)
- Hans Georg Henning von Ribbeck (* 19. September 1836; † 26. August 1896)
- Marie-Agnes von Ribbeck (geb. Freiin von Schele; * 15. September 1880; † 15. August 1967)[10]
- Hans Georg Karl Anton von Ribbeck (Fideikommissherr auf Ribbeck und Bagow; * 5. Juli 1880; verschollen im KZ Sachsenhausen Februar 1945)
- Alice Irene Renate von Ribbeck (geb. von Bose; * 9. November 1907; † 16. Juni 1979)
- Hans Georg Friedrich Henning von Ribbeck (* 19. Juli 1907; † 9. Januar 1993)

Am 11. Juni 2013 wurde für Hans Georg Karl Anton von Ribbeck am Schloss ein Stolperstein verlegt.